# Am Eser
Am Eser ist eine Straße am südlichen Rand des Augsburger Ulrichsviertels, die nördlich der Eserwallstraße in west-östlicher Richtung verläuft. Sie trennt an ihrem westlichen Ende die Straßen Am Oberen Zwinger und Baumgärtleingäßchen voneinander, wird dann nach etwa 70 Metern von einem Haus unterbrochen und endet nach weiteren rund 70 Metern an der Straße Am Roten Tor. Auf ihr befinden sich verschiedene Bürgerhäuser, die als Baudenkmal in der Bayerischen Denkmalliste eingetragen sind. Dabei handelt es sich um das Haus Am Eser 2 sowie die Häuser mit den Nummern 5, 7, 9, 17, 21 und 23.

## Galerie

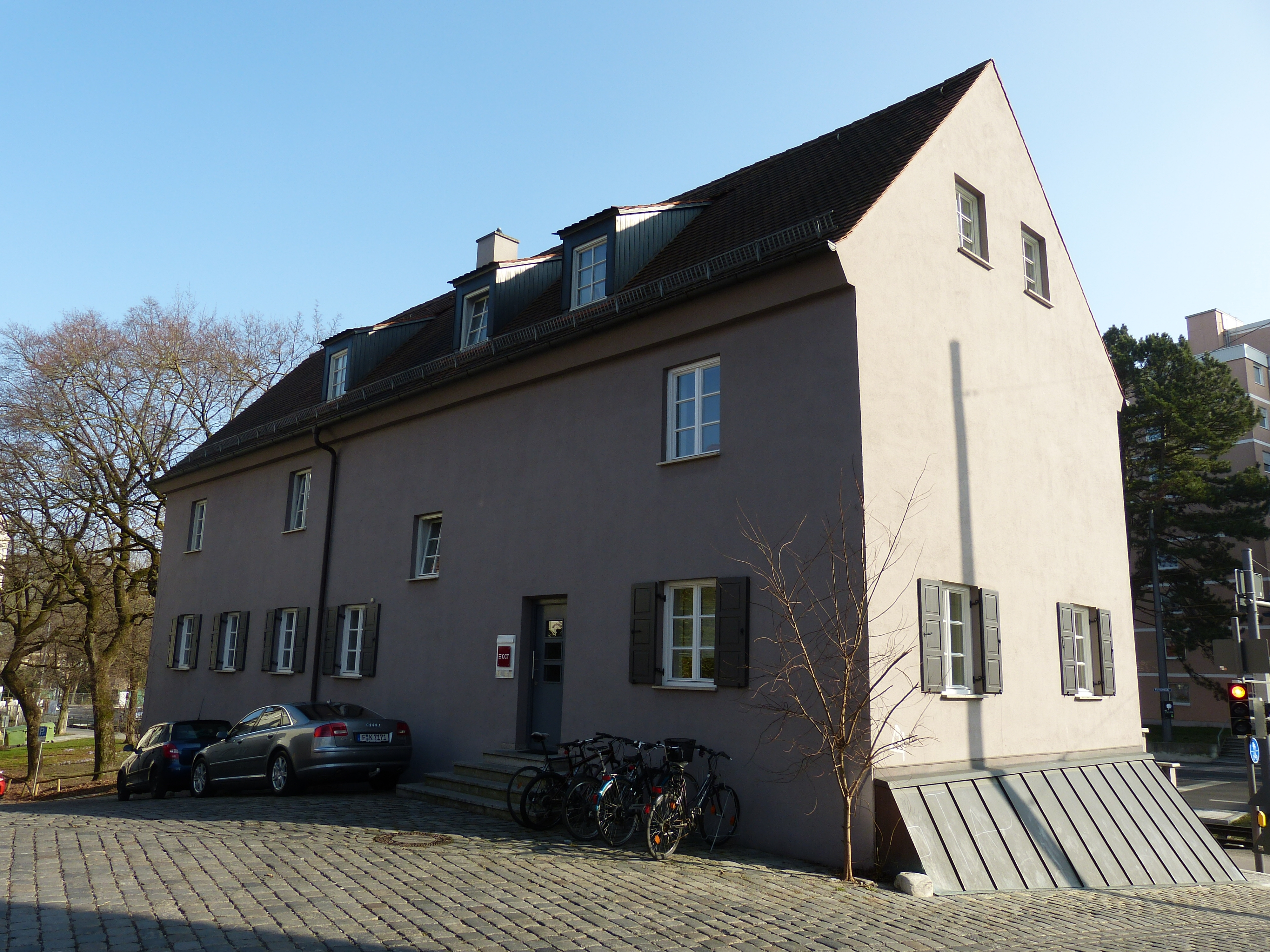
Am Eser 2
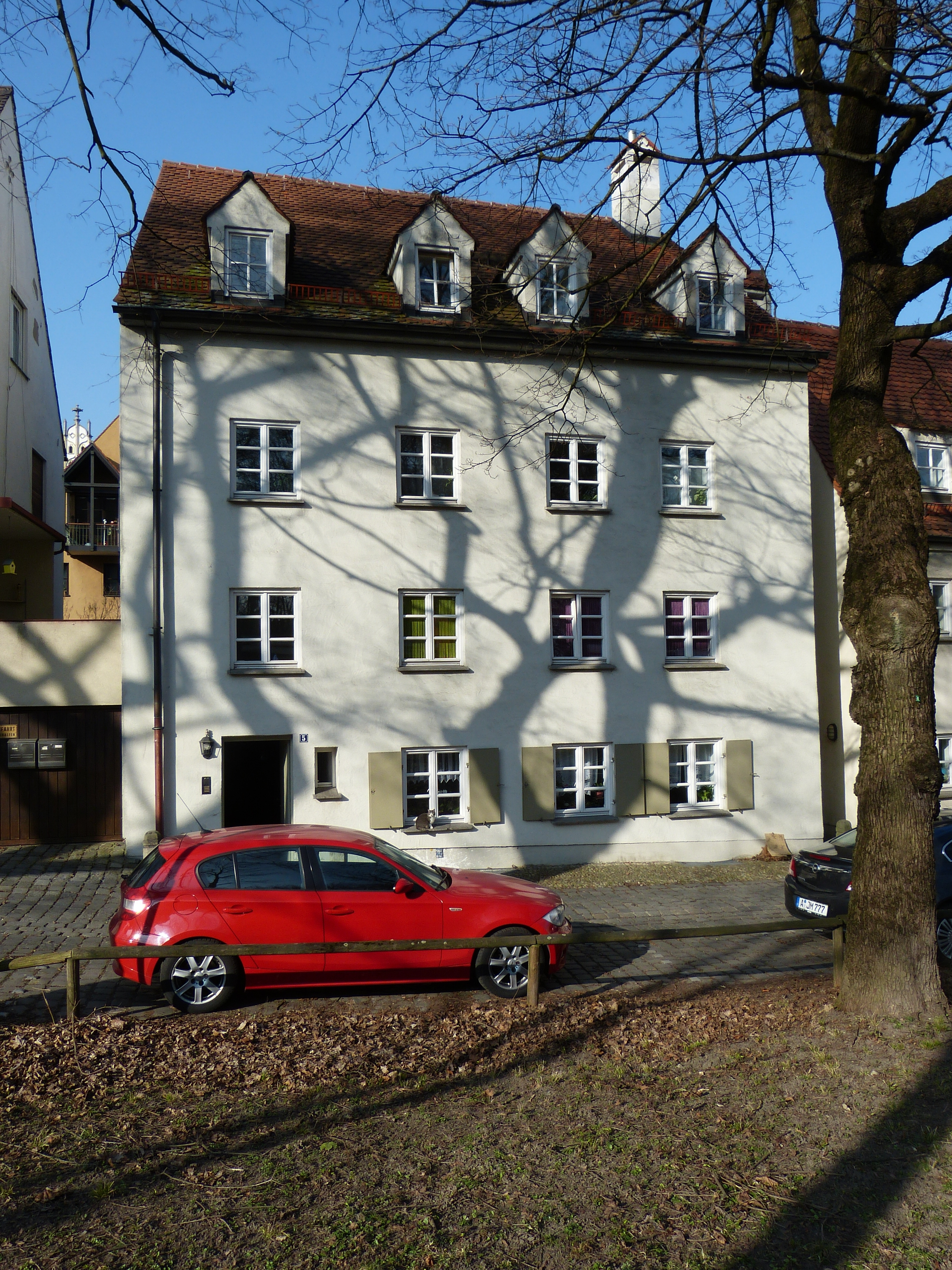
Am Eser 5
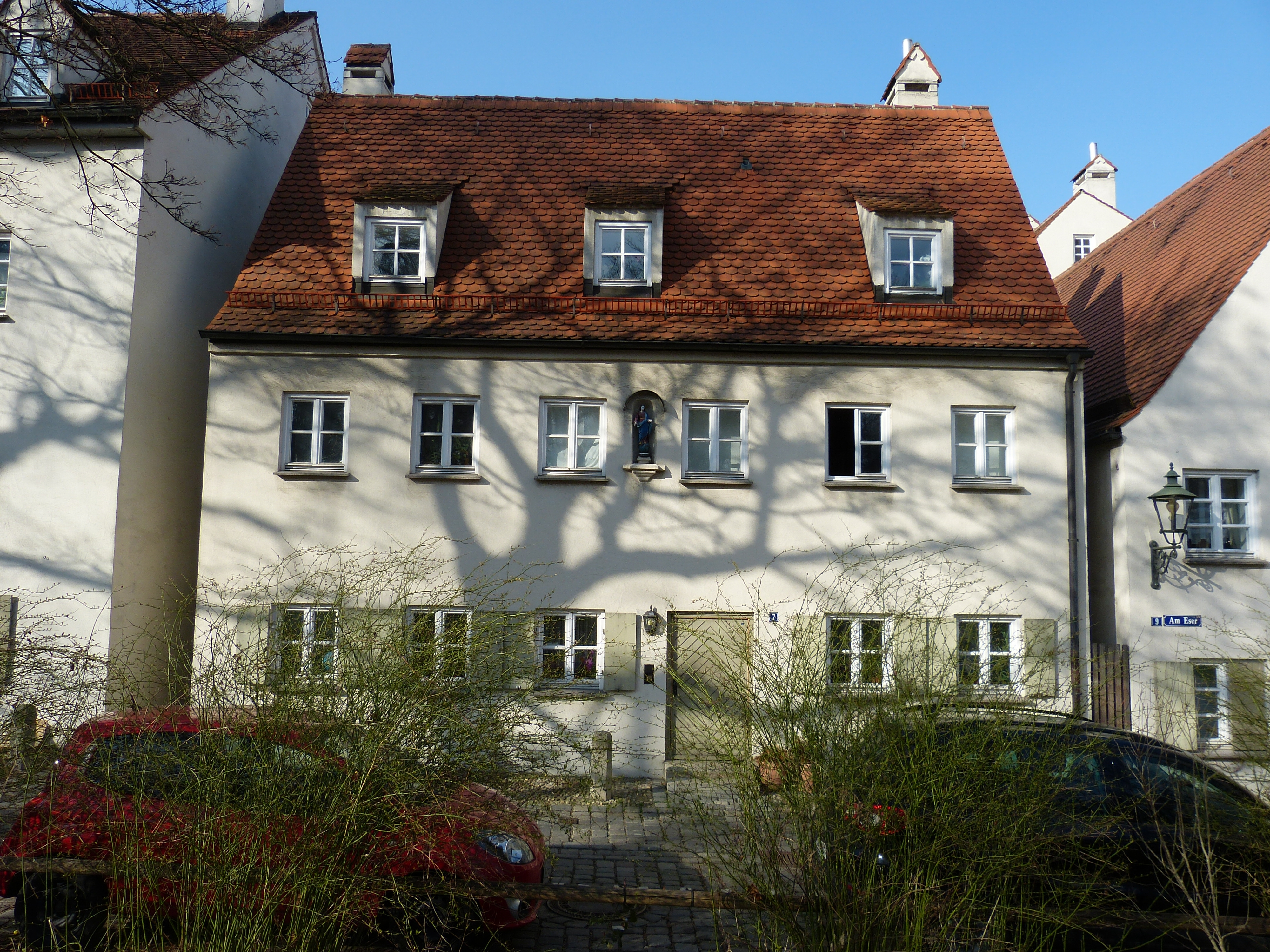
Am Eser 7
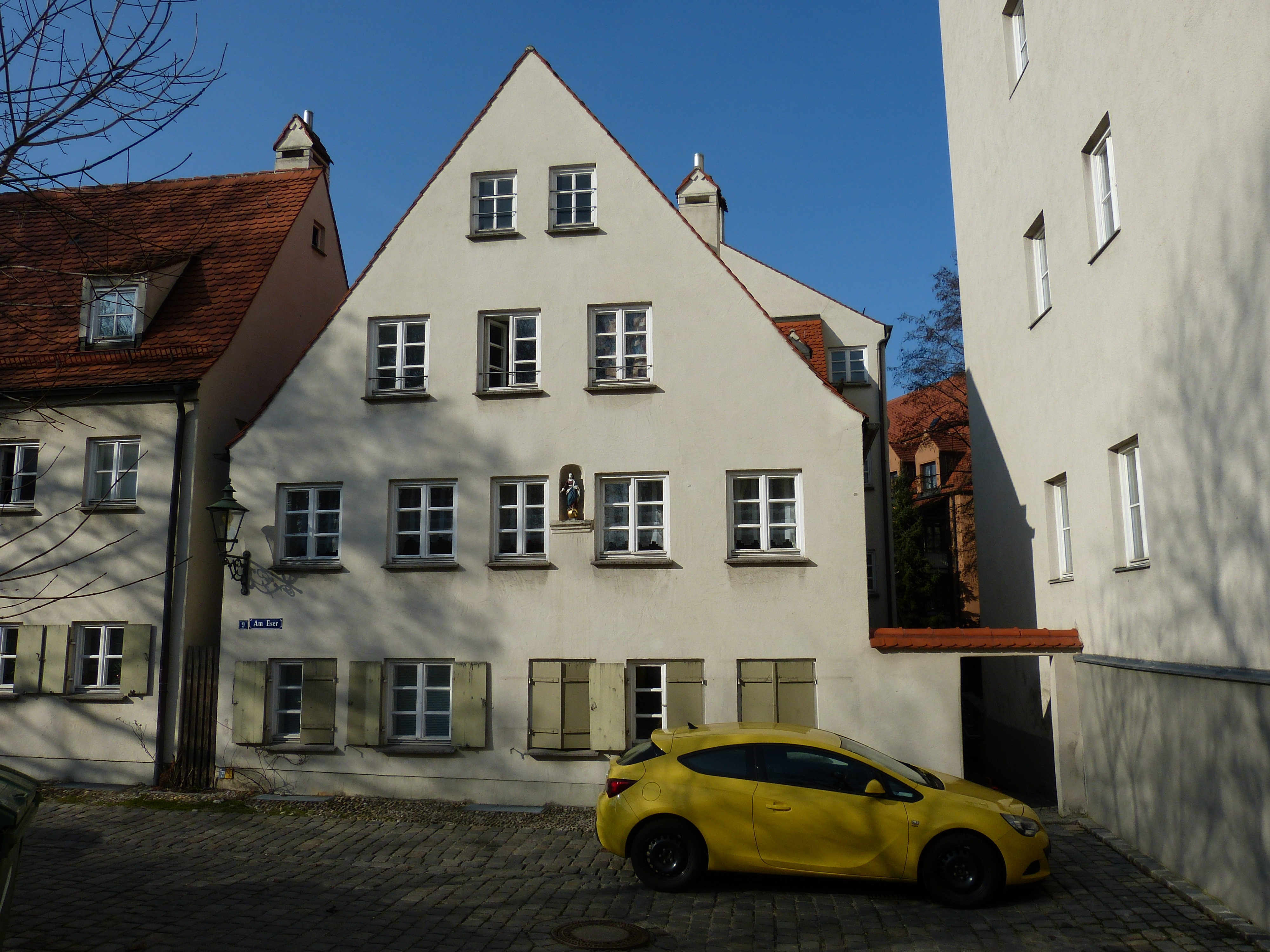
Am Eser 9
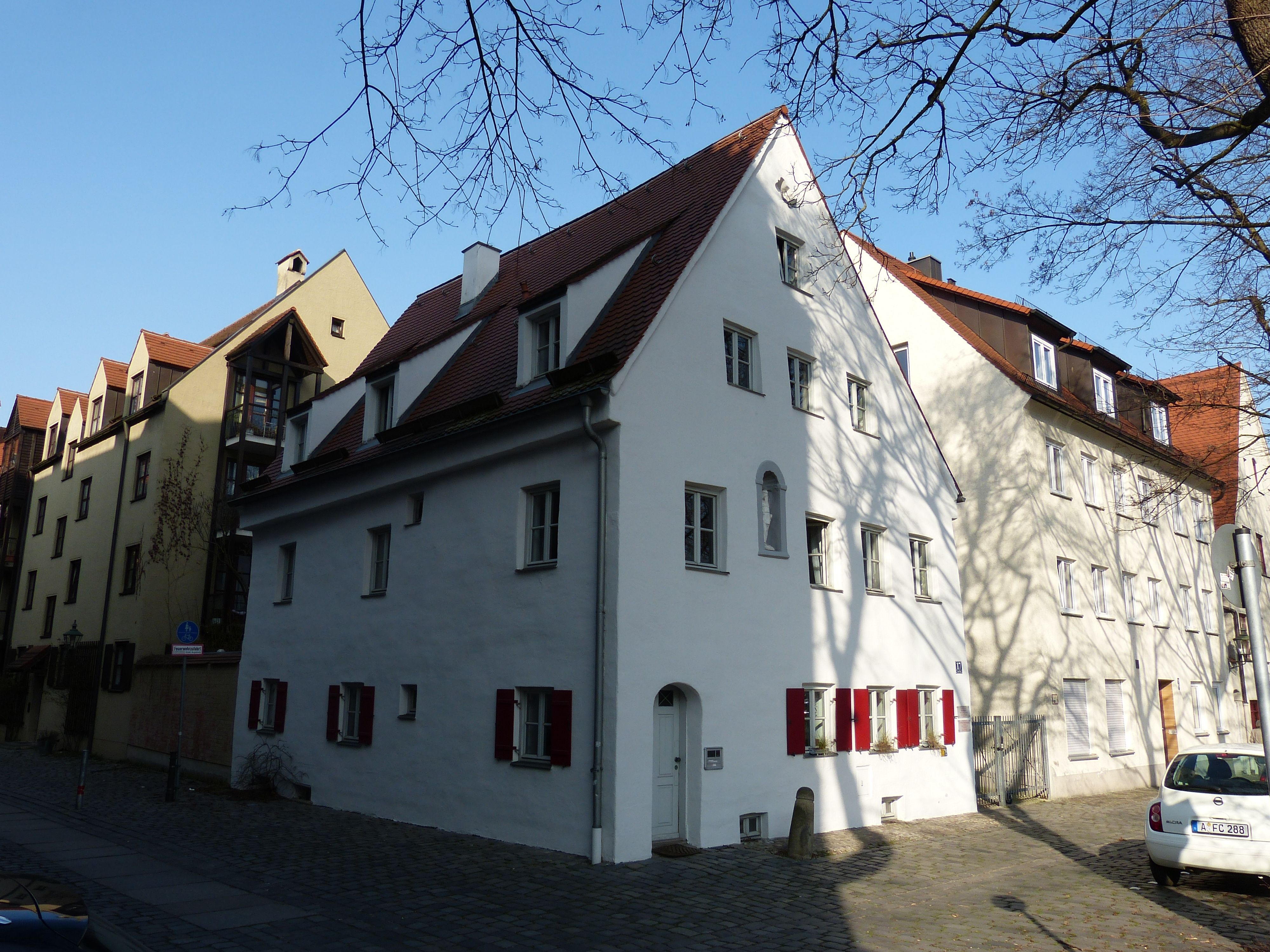
Am Eser 17
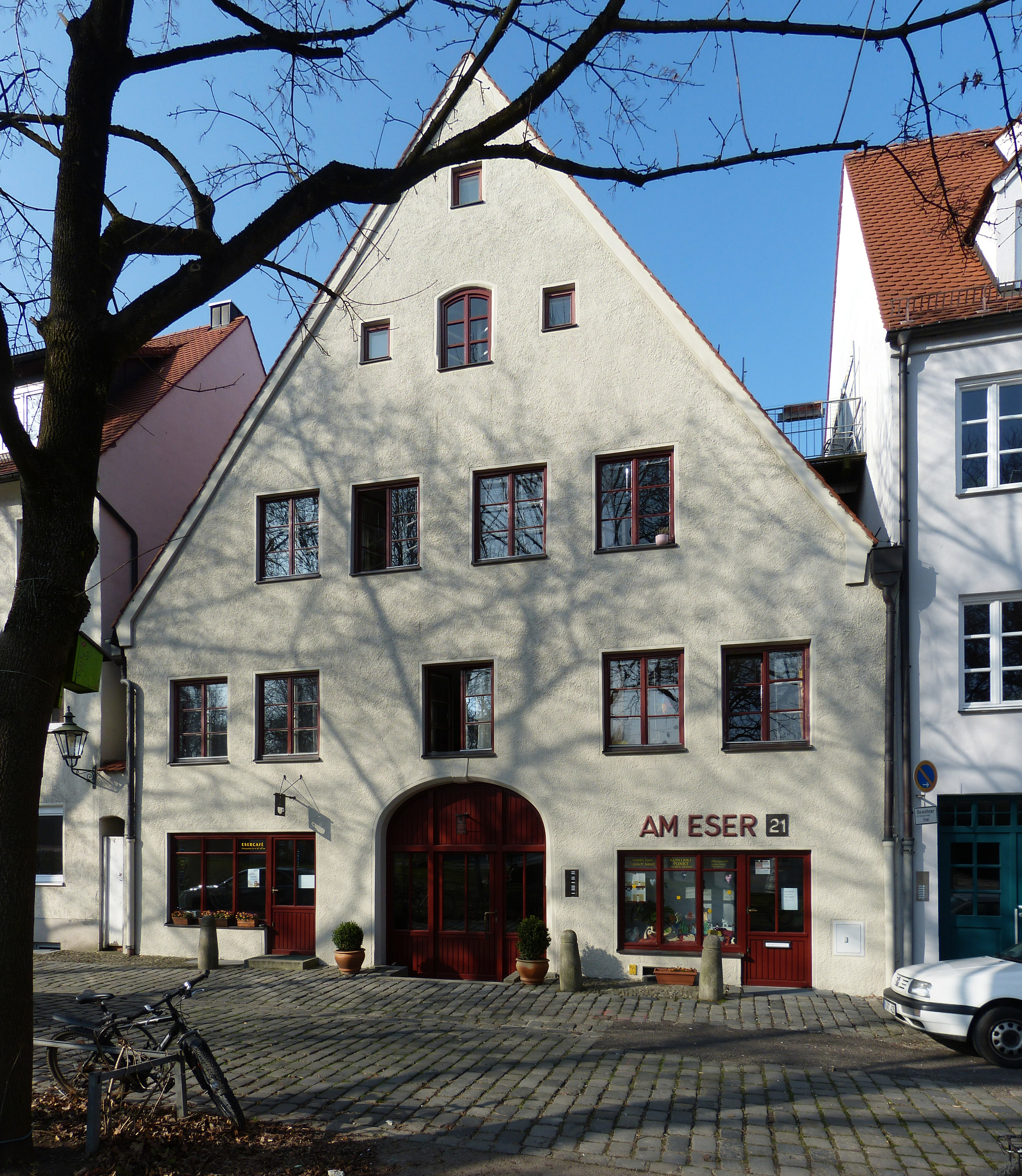
Am Eser 21
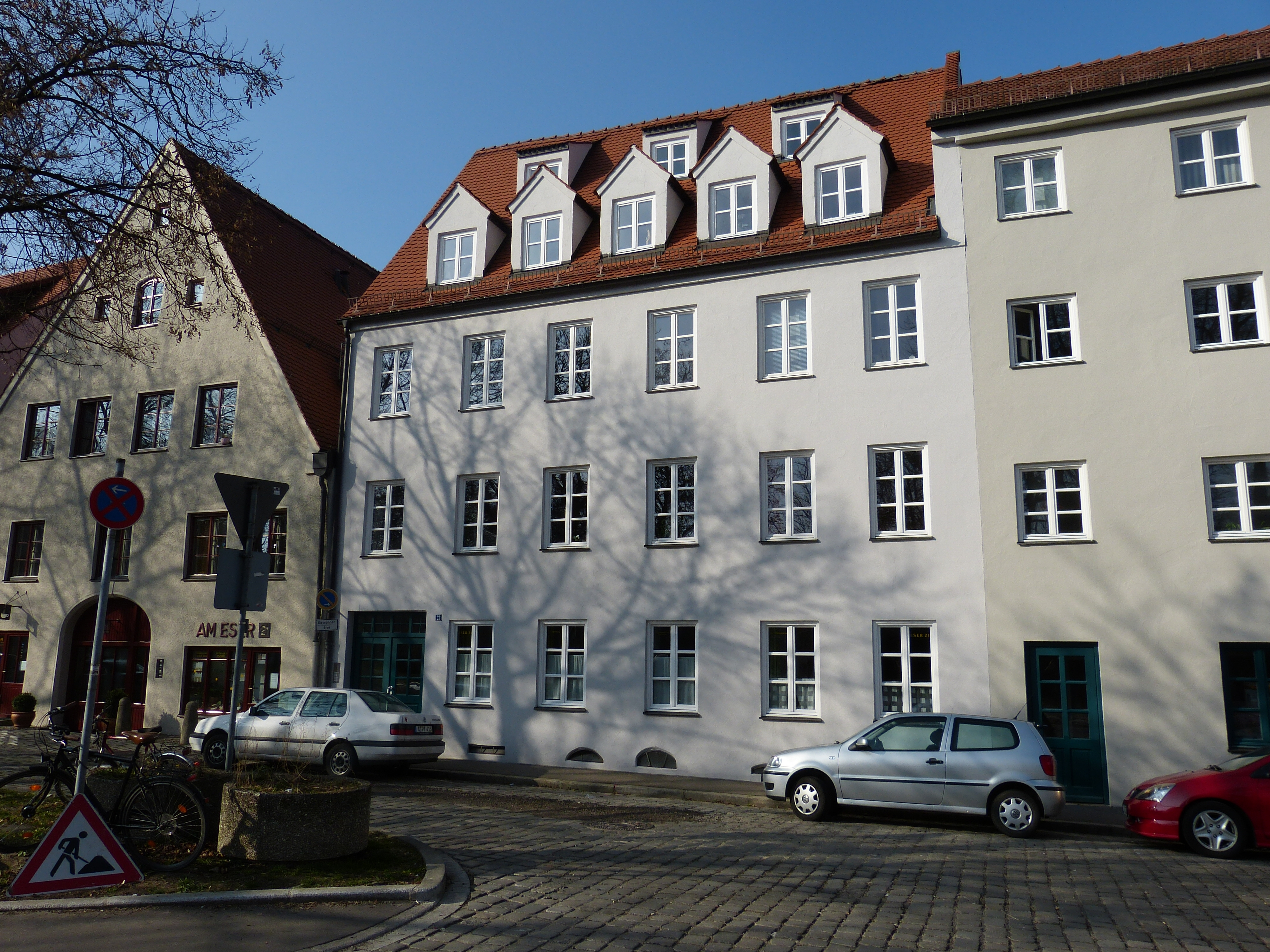
Am Eser 23